# Horace Woodard
Horace Woodard (født 18. august 1904, død 20. april 1973) var en amerikansk filmproducer og filmfotograf der lavede kortfilm.
Han vandt en Oscar for bedste kortfilm (Nyhed), sammen med sin bror Stacy Woodard, for filmen City of Wax.